# 2022 في لبنان
تعرض هذه المقالة الأحداث التي وقعت في لبنان خلال عام 2022.

## الحكم
| صورة | المنصب         | الاسم       |
| ---- | -------------- | ----------- |
|      | رئيس الجمهورية | ميشال عون   |
|      | رئيس الحكومة   | نجيب ميقاتي |

## الأحداث

### يناير
- 4 يناير - وفاة أم سورية وأطفالها الثلاث بعد استنشاق أبخرة سامة ناتجة عن حرق الفحم لغرض التدفئة.[1]
- 6 يناير - هاجم مجهولون مجموعة من قوات حفظ السلام التابعة للأمم المتحدة في جنوب لبنان[2][3]
- 8 يناير - اندلاع احتجاجات صغيرة في بيروت ضد قيود فيروس كورونا على غير المحصنين.[4]
- 18 يناير - القاضية غادة عون تجمد أصولاً مملوكة لحاكم مصرف لبنان رياض سلامة بسبب تورطه[5]
- 24 يناير - أعلن سعد الحريري أنه سيعلق نشاطه السياسي ولن يترشح للانتخابات العامة المقبلة.[6][7]
- 26 يناير - توقيع المسؤولين على اتفاق الكهرباء بين لبنان وسوريا والأردن.[8]
- 31 يناير - زعمت قوات الأمن اللبنانية أنها كشفت عن 15 شبكة تجسس إسرائيلية مزعومة.[9]

### فبراير
- 2 فبراير – ارتفاع معدلات اختطاف الأطفال في لبنان بعد اختطاف ريان كنعان بفدية قدرها 250 ألف دولار لإطلاق سراحه.[10]
- 11 شباط - انفجار شاحنة نقل غاز على الطريق السريع في زوق مكايل. ما أدى إلى تدمير مبنى مجاور وسيارة رباعية الدفع. ولم يتم الإبلاغ عن وقوع إصابات أو وفيات.
- 15 فبراير - داهمت دورية أمنية منزلين لحاكم مصرف لبنان رياض سلامة بحثاً عنه، لتنفيذ مذكرة إحضار قضائية لكنها لم تجده.[11]
- 18 فبراير - فشل نظام القبة الحديدية الإسرائيلي في اعتراض طائرة عسكرية بدون طيار تابعة حزب الله من لبنان واخترقت سبعين كيلومتراً داخل المجال الجوي الإسرائيلي. وحلقت الطائرة لمدة أربعين دقيقة قبل أن تعود إلى لبنان. وحلقت طائرات إسرائيلية على ارتفاع منخفض جدا في سماء بيروت ردا على الحادث.[12] [13]
- 23 فبراير – الاتحاد الأوروبي ينشر بعثة لمراقبة الانتخابات في لبنان.[14]

### مارس
- 21 مارس - الحكومة اللبنانية تتهم حاكم البنك المركزي رياض سلامة وشقيقه رجا بتهمة الإثراء غير المشروع.[15]
- 24 مارس - الشرطة الإسرائيلية تضبط 63 قطعة سلاح من مهربين عرب إسرائيليين، وتكشف عن أكبر محاولة لتهريب أسلحة من لبنان إلى إسرائيل [16]

### أبريل
- 4 أبريل - نائب رئيس مجلس الوزراء سعادة الشامي يقول إن لبنان ومصرفه المركزي مفلسان.[17]
- 12 أبريل - أدى انفجار في معسكر كشافة حركة أمل في صيدا إلى مقتل شخص وإصابة سبعة آخرين.[18]
- 23 أبريل - توفي 6 أشخاص وأُنقذ حوالي 50 شخصًا بعد غرق قارب محمل فوق طاقته في طرابلس، لبنان.[19]
- 24 أبريل - وزير الطاقة وليد فياض يواجه متظاهرين ويتدافعون معه أثناء مغادرته حانة في الأشرفية ببيروت وسط أزمة.[20]
- 25 أبريل - إطلاق صاروخ من لبنان على ماتزوفا، إسرائيل. وترد إسرائيل بإطلاق النار على أهداف في لبنان.[21]

### مايو
- 1 مايو - زلزال بقوة 3.8 درجة يشعر به سكان قبرص والسواحل اللبنانية.[22]
- 3 مايو - الحكومة العراقية ترفع الحظر عن المشروبات والمنتجات الزراعية من لبنان.[23]
- 6 مايو - بدء التصويت للمغتربين اللبنانيين في العالم العربي وإيران باستثناء دولة الإمارات العربية المتحدة.[24]
- 8 مايو - بدء التصويت للمغتربين اللبنانيين في بقية أنحاء العالم.[25]
- 15 مايو - الناخبون اللبنانيون يتوجهون إلى صناديق الاقتراع لانتخاب دورة جديدة للبرلمان. ويُظهر الإحصاء الأولي أن حزب الله المدعوم من إيران وحلفائه، الذين فازوا في الانتخابات السابقة، خسروا مقاعد بينما حققت القوات اللبنانية المدعومة من السعودية مكاسب.[26]
- 20 مايو - مقتل صيادين في صيدا أثناء تحضير أعواد الديناميت لصيد الأسماك.[27]
- 31 مايو - أعيد انتخاب نبيه بري رئيسًا لمجلس النواب اللبناني بأغلبية 65 صوتًا (50.78%) لصالحه لفترة رئاسية سابعة. وانتخب الياس بو صعب نائباً له.[28]

### يونيو
- 3 يونيو - مقتل جندي وإصابة خمسة آخرين في مداهمة للجيش في بعلبك في محاولة للقبض على تاجر مخدرات سيء السمعة.[29]
- 16 يونيو - الحكم على عضوين في حزب الله بالسجن المؤبد من قبل المحكمة الخاصة بلبنان لدورهما في اغتيال رئيس الوزراء الأسبق رفيق الحريري عام 2005.[30]
- 21 يونيو - قوات الأمن اللبنانية تداهم منزل حاكم البنك المركزي رياض سلامة لإصدار مذكرة استدعاء. [31]
- 23 يونيو – إعادة انتخاب نجيب ميقاتي رئيساً للوزراء المكلف.[32]
- 30 يونيو – انطلاق مهرجان بنوس بجونيه حتى 31 يوليو.

### يوليو
- 2 يوليو - وزراء خارجية الدول العربية يزورون لبنان أثناء الأزمة.[33]
- 4 يوليو - استقبل الناس في مهرجان بنوس جونيه الفريق الوطني اللبناني لكرة السلة للاحتفال بعد فوزه على السعودية بنتيجة 90-60 في تصفيات كأس العالم والتأهل إلى الدور التالي.
- 6 يوليو - ألقت الشرطة القبض على بائع عصير قام بتخدير الأطفال واغتصابهم.[34]
- 13 يوليو - مقتل زعيم معارضة سعودية في بيروت. وإخوته المعتقلين.[35]
- 24 يوليو - أقيم حفل ملكة جمال لبنان 2022 في منتدى بيروت.
- 31 يوليو - انهار جزء من صوامع الحبوب في مرفأ بيروت مما أدى إلى ظهور عمود من الدخان عبر موقع الانفجار مما دفع الناس إلى ارتداء أقنعة الوجه لتجنب الدخان.
  - اختتام مهرجان بنوس في جونيه.

### أغسطس
- 4 أغسطس - لبنان يحيي مرور عامين على انفجار بيروت.[36]
  - وانهار جزء آخر من صوامع الحبوب مما أدى إلى ظهور المزيد من الدخان.[37]
- رجل يأخذ عدة موظفين كرهائن في أحد البنوك في بيروت ويطالب بمدخراته البنكية ويهدد بإشعال النار في نفسه. ضباط الشرطة والجنود وعملاء المخابرات يحيطون بالمبنى.[38]
- 19 أغسطس - اشتعلت النيران في غابة صنوبر في بسكنتا حوالي منتصف الليل بالتوقيت المحلي واستمرت في الاشتعال طوال الليل حتى بعد ظهر اليوم التالي.[39]
- 20 أغسطس - الجيش والدفاع المدني يتوجهان إلى غابة الصنوبر المشتعلة في بسكنتا لإخماد الحريق. ويتصاعد الدخان في أنحاء القرية. النيران تمتد إلى مساحة 150 متراً مربعاً. وتكافح المروحيات النيران بإلقاء دلاء المياه. تأثرت العديد من الأشجار.
  - وحتى بعد الظهر، تم إخماد الحريق. وتم اخماد الحريق في وقت لاحق. ولم يقتل أو يجرح أحد.
  - تم إجلاء الناس من بيروت بسبب خطر انهيار الجزء الشمالي من صوامع الحبوب. كما تم إجلاء فرقة الإطفاء من الميناء. وتم إجلاء جميع الموظفين من منطقة الصوامع.
- 21 أغسطس – الحرائق تشتعل من جديد في بسكنتا.
- 22 أغسطس - انهيار جزء صغير من صوامع الحبوب في الصباح أثناء اشتعال النيران فيها.
- 23 أغسطس - انهيار الصوامع الثمانية المتبقية من الكتلة الشمالية للصوامع مما أدى إلى ظهور سحابة كبيرة من الدخان.
- 25 أغسطس - اندلاع حريق كبير في مولد كهربائي في منتجع شاطئي في البترون.
- 27 أغسطس - وفاة المطرب اللبناني جورج الراسي في حادث سيارة على معبر المصنع الحدودي.[40]

### سبتمبر
- 16 سبتمبر - البنوك اللبنانية تعلن إغلاقها لمدة 3 أيام وسط مخاوف أمنية بشأن المتظاهرين الذين يطالبون بالإفراج عن معتقلي سرقة البنوك.[41] [42]
- 22 سبتمبر - وفاة ما لا يقل عن 94 شخصاً عندما انقلب قارب يحمل مهاجرين من لبنان قبالة الساحل السوري. نجا 9 أشخاص. وأعلن أن العديد منهم في عداد المفقودي، وعُثر على بعضهم إما قتلى أو جرحى. وتم إرسال الجثث إلى المستشفيات القريبة. ولا يزال 40 شخصًا في عداد المفقودين حتى 24 سبتمبر.[43]

### أكتوبر
- 6 أكتوبر - تسجيل حالة كوليرا لأول مرة منذ عام 1993؛ من المحتمل أن يكون سببه تفشي المرض في سوريا المجاورة.[44]
- 9 أكتوبر - إغلاق محطتي كهرباء دير عمار والزهراني في لبنان بعد نفاد وقود الديزل، مما أدى إلى انقطاع الكهرباء عن البلاد بأكملها. وبحسب مسؤول حكومي، فمن غير المتوقع عودة التيار الكهربائي قبل عدة أيام.[45]
- 11 أكتوبر - إسرائيل ولبنان توافقان على اتفاق بوساطة أمريكية يسمح لكلا البلدين باستغلال حقول الغاز في شرق البحر الأبيض المتوسط، مما ينهي عقوداً من النزاعات الحدودية البحرية بين البلدين.[46]
- 13 أكتوبر - تحطمت طائرة من طراز سيسنا 172 على متنها طياران بالقرب من حالات أثناء إجراء تدريب.[47]
- 14 أكتوبر - مقتل ستة أشخاص وإصابة 32 آخرين خلال إطلاق نار خلال مظاهرة في بيروت ضد القاضي الذي يحقق في انفجار مرفأ 2020. واتهم حزب الله وحركة أمل المهاجمين بأنهم أعضاء في القوات اللبنانية المسيحية. ووقعت اشتباكات لساعات بعد ذلك بين الميليشيات شارك فيها قناصة ومسدسات وبنادق كلاشينكوف وقذائف صاروخية حتى بعد انتشار الجيش.[48]
- 27 أكتوبر - المملكة العربية السعودية تستدعي سفيرها في لبنان بسبب تصريحات "مسيئة" حول الحرب في اليمن أدلى بها وزير الإعلام اللبناني جورج قرداحي. [49]
- 29 أكتوبر - المملكة العربية السعودية تستدعي سفيرها في لبنان وتطالب لبنان بالرد بالمثل على التصريحات "المهينة" التي أدلى بها وزير الإعلام اللبناني جورج قرداحي حول الحرب في اليمن.[50]
- 30 أكتوبر - وزارة الخارجية الإماراتية تعلن أنها ستستدعي دبلوماسييها في لبنان وتمنع المواطنين الإماراتيين من السفر إلى البلاد "تضامناً مع" المملكة العربية السعودية التي استدعت سفيرها في لبنان بسبب تصريحات "مهينة" حول الحرب في اليمن. صدرت عن وزير الإعلام اللبناني جورج قرداحي.[51]
- 31 أكتوبر - 2023 - مجلس النواب ينتخب رئيسا جديدا للجمهورية في نهاية ولاية ميشال عون التي استمرت ل6 سنوات.

### ديسمبر
- 12 ديسمبر - قُتل ثلاثة من عناصر حماس وأصيب ستة آخرون خلال نزاع مع مسلحين من فتح في صور أثناء تشييع عنصر من حماس قُتل قبل يومين خلال انفجار مستودع في مخيم البرج الشمالي.[52][53]

## الوفيات
- 3 فبراير – جوزف حتي، أبرشي كاثوليكي ماروني (مواليد 1925)
- 20 فبراير – سامي كلارك (مواليد 1948) مُغني نيوزيلندي.[54]
- 6 مارس – هوبير فتال (مواليد 1970) رجل أعمال كندي.
- 27 أغسطس – جورج الراسي مغني وممثل (مواليد 1980)[55]
- 11 سبتمبر – محمد علي شمس الدين، كاتب وشاعر (مواليد 1942)[56]
- 20 سبتمبر – طانيوس الخوري، مطران كاثوليكي ماروني، أبرشية صيدا (1996–2005) (مواليد 1930)[57]
- 21 سبتمبر – بولس إميل سعادة، مطران كاثوليكي ماروني، أسقف أنطاكية مساعد (1986–1999) وأبرشية البترون (1999–2011) (من مواليد 1933)[58]
- 2 أكتوبر – كميل زيادة، 79، سياسي، نائب (1992-2000) (مواليد 1943)[59]
- 7 أكتوبر - بولس منجد الهاشم، مطران كاثوليكي ماروني، أبرشية بعلبك-دير الأحمر (1995–2005) (مواليد 1934)[60]
- 22 نوفمبر – روميو لحود، مخرج مسرحي وملحن (مواليد 1931)[61]